# Geografía de Bangladés
Bangladés es un país ribereño con pocas elevaciones, al encontrarse prácticamente a la altura del nivel del mar, con grandes ríos en todo su territorio. situado en el sur de Asia. Su costa es una inmensa jungla pantanosa de 710 kilómetros de longitud, limitando el norte del golfo de Bengala. Formada por una gran llanura producida por el delta de los ríos Ganges, Brahmaputra y Meghna y sus afluentes, las tierras de aluvión de Bangladés son muy fértiles a la vez que vulnerables a las inundaciones y a la sequía. Las únicas montañas fuera de la llanura son los trechos de colinas de Chittagong (montaña de máxima altura: el Keokradong con 1230 m) en el sureste y la división de Sylhet en el noreste. A medio camino del trópico de Cáncer, Bangladés tiene un clima subtropical monzón caracterizado por la temporada de intensas lluvias anual, temperaturas moderadamente calurosas y una gran humedad. Los desastres naturales como inundaciones, ciclones tropicales, tornados y Macarenas son normales en Bangladés todos los años. Bangladés se ve afectada por grandes ciclones a una media de 16 por década. Un ciclón arrasó la costa sureste en mayo de 1991, matando a 136 000 personas.
Localización:

Sur asiático, bordeando el golfo de Bengala, entre Birmania e India.

Coordenadas geográficas:

24 00 N, 90 00 E

Área:

total:

144 000 km²

de tierra:

133 910 km²

de agua:

10 090 km²

Comparativa de tamaño:
- Comparativa con Australia: 1.5 veces más grande que Tasmania.
- Comparativa con Canadá: el doble que Brunswick.
- Comparativa con el Reino Unido: más grande que Inglaterra.
- Comparativa con Estados Unidos: ligeramente más pequeño que Iowa.

Límites fronterizos:

total:

4246 km

fronteras:

Mapa topográfico de Bangladés.

con Birmania 193 km, con la India 4053 km

costa:

580 km

Área marítima:

zona contigua:

18 millas náuticas

zona de uso económico exclusivo:

200 millas náuticas

zona territorial:

12 millas náuticas

Clima:

tropical; invierno frío y seco (desde octubre hasta marzo); verano caluroso y húmedo (desde marzo a junio); monzón frío y lluvioso (desde junio hasta octubre).

Terreno:

En mayor medida llanuras de aluvión planas; montañoso en el sureste.

Cotas de elevación:

punto más bajo

Océano Índico 0 m

punto más alto

Keokradong 1230 m

Recursos naturales:

Gas natural, tierra cultivable, árboles madereros.

Uso de la tierra:

tierra arable:

73 %

cultivo permanente:

2 %

pasto permanente:

5 %

bosques:

15 %

otros:

5 % (1993)

Tierra irrigada:

31 000 km² (1993)

Peligros naturales:

sequías, ciclones; gran parte del país se inunda con regularidad durante la estación del monzón.